# Regola dei gol fuori casa
La regola delle reti segnate in trasferta, meglio nota come regola dei gol in trasferta o regola dei gol fuori casa, è un criterio del calcio previsto dalla regola 10 (L’esito di una gara) e circoscritto alle competizioni in cui vi è necessità di eleggere un vincitore. Può essere applicata in combinazione con i tempi supplementari e i tiri di rigore.

## Normativa
È limitata alle situazioni in cui una squadra debba obbligatoriamente prevalere sull'altra, fatto che ne restringe l'applicazione ai confronti a eliminazione diretta con gare di andata e ritorno. Come disposto dal regolamento, se il punteggio complessivo della sfida (totale dei risultati delle due partite) è in parità viene premiata la formazione che ha segnato più gol in campo avverso. La norma — valida anche per risultati decisi a tavolino — viene applicata sia durante i tempi regolamentari sia in quelli supplementari (possibili solamente nel caso in cui il risultato del ritorno, dopo i 90', sia speculare rispetto all'andata): la condizione di vantaggio per gli ospiti, di disputare ulteriori 30 minuti con questa regola favorevole, è bilanciata dal fattore campo per la squadra casalinga.
La regola è valida anche per le manifestazioni in cui sono impegnate le nazionali (quindi può essere applicata ad esempio nelle qualificazioni ai vari tornei continentali e Mondiali). Generalmente non viene utilizzata durante le «code» (play-off o play-out) dei campionati: per esempio, nella Serie B italiana le reti segnate in casa e trasferta hanno esattamente lo stesso valore.

## Storia
La UEFA introdusse la norma nella stagione 1965-1966, applicandola alle sue competizioni a partire dal 1967-1968. L'innovazione, già nel primo turno di Coppa Campioni, consentì ai portoghesi del Benfica di eliminare i nordirlandesi del Glentoran grazie al gol esterno dell'andata, messo a segno da Eusébio. Le due sfide si conclusero infatti 1-1 e 0-0.
Inizialmente la regola era valida solo fino agli ottavi di finale delle competizioni (per i quarti e per le semifinali era previsto lo spareggio), mentre dalla stagione 1969-1970 è stata estesa a tutti i turni, compresa la finale nel caso fosse prevista con gare di andata e ritorno (come prevedevano la Coppa delle Fiere e la Coppa UEFA fino all'edizione 1996-1997).
La regola ha destato spesso scalpore e suscitato polemiche, tanto che il 24 giugno 2021 l'UEFA ne ha deliberato l'abolizione a decorrere dalla stagione 2021-2022.
Anche dopo la sua abolizione dai tornei UEFA, la regola dei gol fuori casa è rimasta in vigore in alcune competizioni, come ad esempio nelle semifinali di Coppa Italia della stagione 2021-2022. Dalla stagione 2022-2023 è stata abolita anche in Coppa Italia.
Il 25 novembre 2021 anche la CONMEBOL ha deciso di abolire la regola nelle sue competizioni continentali. Successivamente l'AFC ha eliminato questo criterio a partire dalla stagione 2023-2024.

## Casi particolari
Negli ottavi di finale della Coppa delle Coppe 1971-1972, si affrontarono gli scozzesi dei Rangers e i portoghesi dello Sporting Lisbona: l'andata, a Glasgow, terminò 3-2 per i padroni di casa. Nel ritorno, la squadra lusitana ribaltò il punteggio nei 90' regolamentari: la gara proseguì con i supplementari, che videro un gol per parte. Il finale fu di 4-3, mentre il punteggio aggregato risultò essere 6-6; l'arbitro, l'olandese Laurens van Raavens, ordinò impropriamente l'esecuzione dei rigori dai quali uscirono vincitori i portoghesi. Successivamente, la società britannica presentò ricorso all'UEFA: l'accoglimento dello stesso ristabilì la situazione maturata sul campo prima dei rigori, dando la qualificazione agli scozzesi.
Nelle semifinali della UEFA Champions League 2002-2003 il Milan prevalse sui concittadini dell'Inter per la regola dei gol fuori casa, nonostante entrambe le partite fossero state disputate a Milano nello stesso stadio, il Giuseppe Meazza in San Siro e concluse entrambe in parità (0-0 e 1-1).
Nelle fasi ad eliminazione diretta delle coppe europee nelle stagioni 2019-2020 e 2020-2021 la regola è rimasta in vigore nonostante la maggior parte delle partite sia stata disputata a porte chiuse a causa della pandemia di COVID-19.